# Wellington (Herefordshire)
Pour les articles homonymes, voir Wellington (homonymie).
Wellington est une paroisse civile et un village du Herefordshire, en Angleterre.